# Gare d'Aarau
La gare d'Aarau est une gare ferroviaire située à Aarau en (Suisse). Chaque jour, 30 000 pendulaires quittent Aarau et 16 000 personnes viennent travailler à Aarau.
La gare abrite désormais 21 commerces et restaurants sur une surface utile de 18 500 m2.

## Histoire
Avec l'ouverture de la ligne Aarau - Olten par la compagnie de chemin de fer Schweizerische Centralbahn (SCB) le 9 juin 1856, il fut construit une petite cabane de bois. L'ancienne gare de chemin de fer fut construite en 1859, par la Compagnie de chemin de fer Schweizerische Nordostbahn (NOB). La gare d'Aarau resta ainsi de longues années la station de jonction entre les compagnies Centralbahn et la Nordostbahn. 
En mai 2008, les CFF ont commencé la construction d'une nouvelle gare de 190 mètres de long et de six étages, pour une somme de 114 millions de francs suisses et qui possède la plus grande horloge de gare de Suisse avec un diamètre de 9 mètres ; elle a ouvert ses portes le 4 août 2010.

## Service des voyageurs

### Desserte
- IR (InterRégional) : Aarau-Zurich HB, Aarau-Coire/Chur, Aarau-Bâle CFF, Aarau-Berne
- RE (RegioExpress) : Aarau-Olten, Aarau-Wettingen, Aarau-Zurich HB
- ICN (Intercity-Neigezug) : Aarau-Bienne, Aarau-Saint-Gall, Aarau-Lausanne
- Aarau-Schöftland par la compagnie Wynental- und Suhrentalbahn
- Aarau-Menziken par la compagnie Wynental- und Suhrentalbahn